# Klartext
Klartext, inom matematik (och datavetenskap), text som är avkodad (eller inte blivit kodad vid distorsions källkodning). Motsatsen är hemligt språk[källa behövs]. (Jämför kodtext, chiffertext, kryptotext, kryptologi, täckbenämning, överenskommet språk).